# Ортенбург
Ортенбург (њем. Ortenburg) град је у њемачкој савезној држави Баварска. Једно је од 38 општинских средишта округа Пасау. Према процјени из 2010. у граду је живјело 7.139 становника. Посједује регионалну шифру (AGS) 9275138.

## Географски и демографски подаци
Ортенбург се налази у савезној држави Баварска у округу Пасау. Град се налази на надморској висини од 358 метара. Површина општине износи 60,7 km². У самом граду је, према процјени из 2010. године, живјело 7.139 становника. Просјечна густина становништва износи 118 становника/km².